# Галапагар
Галапагар (ісп. Galapagar) — муніципалітет в Іспанії, у складі автономної спільноти Мадрид. Населення — 32 393 особи (2010).
Муніципалітет розташований на відстані близько 30 км на північний захід від Мадрида.
На території муніципалітету розташовані такі населені пункти: (дані про населення за 2010 рік)
- Бельявіста: 109 осіб
- Лас-Куестас: 180 осіб
- Енсінар-Сан-Альберто-Віста-Невада: 707 осіб
- Еспанья: 844 особи
- Фуенте-ла-Теха: 777 осіб
- Галапагар: 21544 особи
- Ель-Гіхо: 1881 особа
- Лос-Ранчос: 95 осіб
- Ронсесвальєс: 219 осіб
- Ель-Посільйо: 357 осіб
- Лас-Колумнас: 16 осіб
- Ель-Чапарраль: 8 осіб
- Паркелагос: 1745 осіб
- Ла-Навата: 3911 осіб

## Демографія
Динаміка населення (INE ):

## Галерея зображень

Розташування муніципалітету у автономній спільноті Мадрид